# VPS28
VPS28 (англ. VPS28, ESCRT-I subunit) – білок, який кодується однойменним геном, розташованим у людей на короткому плечі 8-ї хромосоми. Довжина поліпептидного ланцюга білка становить 221 амінокислот, а молекулярна маса — 25 425.
| 10         |  | 20         |  | 30         |  | 40         |  | 50         |
| ---------- |  | ---------- |  | ---------- |  | ---------- |  | ---------- |
| MFHGIPATPG |  | IGAPGNKPEL |  | YEEVKLYKNA |  | REREKYDNMA |  | ELFAVVKTMQ |
| ALEKAYIKDC |  | VSPSEYTAAC |  | SRLLVQYKAA |  | FRQVQGSEIS |  | SIDEFCRKFR |
| LDCPLAMERI |  | KEDRPITIKD |  | DKGNLNRCIA |  | DVVSLFITVM |  | DKLRLEIRAM |
| DEIQPDLREL |  | METMHRMSHL |  | PPDFEGRQTV |  | SQWLQTLSGM |  | SASDELDDSQ |
| VRQMLFDLES |  | AYNAFNRFLH |  | A          |  |            |  |            |

A: Аланін

C: Цистеїн

D: Аспарагінова кислота

E: Глутамінова кислота

F: Фенілаланін

G: Гліцин

H: Гістидин

I: Ізолейцин

K: Лізин

L: Лейцин

M: Метіонін

N: Аспарагін

P: Пролін

Q: Глутамін

R: Аргінін

S: Серин

T: Треонін

V: Валін

W: Триптофан

Задіяний у таких біологічних процесах, як транспорт, транспорт білків, ацетилювання, альтернативний сплайсинг. 
Локалізований у клітинній мембрані, мембрані, ендосомах.